# Þorsteins saga Kuggasonar
Þorsteins saga Kuggasonar es una saga islandesa, hoy desaparecida, sobre la figura de Thorsteinn Kuggason, un caudillo vikingo de la Mancomunidad Islandesa a finales del siglo X y primeros del XI. La saga se considera una fuente primaria para la saga de Bjarnar Hítdœlakappa.